# Bezczelnie Młodzi
Bezczelnie Młodzi – DVD Kabaretu Młodych Panów zarejestrowane podczas XVI Rybnickiej Jesieni Kabaretowej. Blisko trzygodzinny spektakl uświetnili swoją obecnością specjalnie zaproszeni goście.

## Lista utworów na DVD
1. Nie stało się nic
2. Piotr Bałtroczyk – Powitanie w klimatyzowanej sali
3. Policjanci EURO & Cezary Pazura
4. Zakład pogrzebowy
5. Kopciuszek & Marcin Wójcik Ani Mru Mru
6. Metroseksualni
7. Ufoludki & Michał Wójcik Ani Mru Mru
8. Na stacji
9. Piotr Bałtroczyk – George Clooney o policji
10. Policjanci – Górale
11. Komunia
12. Piotr Bałtroczyk – O dmuchanej lalce
13. Kołysanka
14. Tango Młodych Panów
15. Rozmowy w szoku
16. Szkoła rodzenia
17. Król ZUS & Kabaret Smile
18. Kopalnia
19. Kościelny song

## Bisy
1. RMF